# USS Gerald R. Ford (CVN-78)
«Джеральд Р. Форд» (англ. USS Gerald R. Ford (CVN-78)) — американський авіаносець, головний корабель однойменного типу, що має змінити авіаносці класу «Німіц». Названий на честь 38-го президента США Джеральда Форда.

## Історія

### 2005—2010

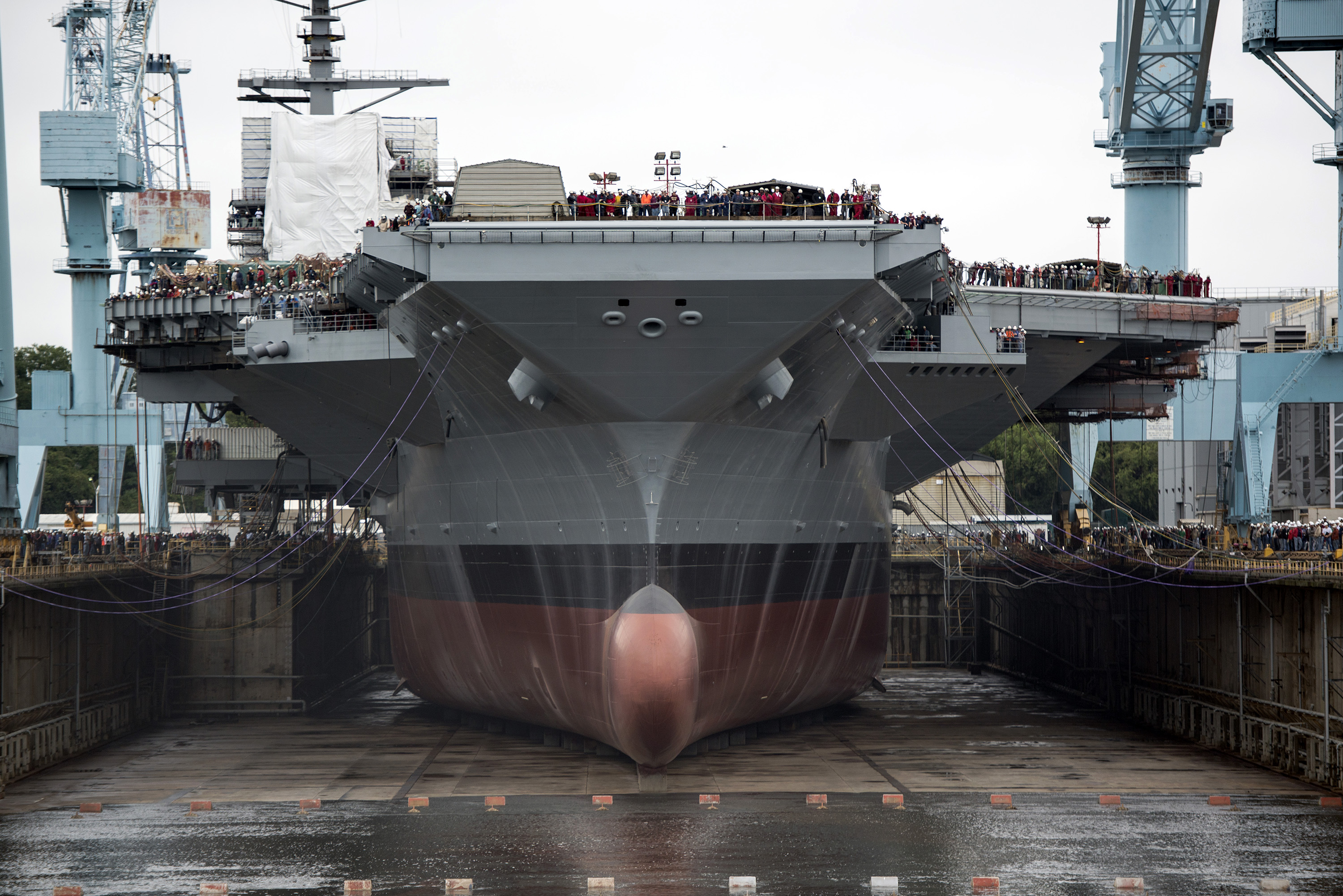
Жовтень 2013, перед спуском на воду

Роботи зі створення корабля проводилися на верфі Newport News Shipbuilding в місті Ньюпорт-Ньюс у Вірджинії з 2005.
10 вересня 2008 Військово-морські сили США підписали контракт про проектування й будівництво авіаносця з Northrop Grumman Shipbuilding на 5,1 млрд дол. Закладення відбулася 13 листопада 2009. Урочиста церемонія спуску корабля на воду відбулася 9 листопада 2013. Розбивання пляшки шампанського об борт корабля було доручено Сьюзен Форд Бейлз, дочці 38-го президента США, ім'ям якого названо авіаносець.

### 2010—2020
На час спуску на воду роботи з будівництва авіаносця «Джеральд Р. Форд» було завершено на 70 %. Повністю добудувати корабель планувалося до 2015, після чого авіаносець має пройти серію морських випробувань. Очікувалось, що до складу ВМС США «Джеральд Р. Форд» увійде в 2016. Проте ходові випробування корабля розпочались лише 4 квітня 2017
22 липня 2017 введений у стрій.
Спочатку передбачалося, що «Джеральд Р. Форд» замінить «Ентерпрайз», який перебував у складі флоту більше 50 років (станом на 2012). Однак «Ентерпрайз» виведено зі складу флоту 1 грудня 2012. Розрахунковий термін служби «Джеральда Р. Форда», як і його попередника, становить 50 років.
Всього військово-морські сили США мають отримати десять авіаносців типу «Джеральд Р. Форд», які замінять авіаносці класів «Німіц» і «Ентерпрайз». За останні 40 років «Джеральд Р. Форд» став першим авіаносцем нового типу в складі ВМС США.
Однією з визначних особливостей цього корабля є здатність, у перспективі, приймати на борт палубні безпілотні літальні апарати.
На сьогоднішній день[коли?] на проект «Джеральд Р. Форд» витрачено 13 мільярдів доларів. За рахунок того, що новому кораблю буде потрібен на 25 % менший екіпаж порівняно з авіаносцями класу Німіц, планується заощадити до 4 мільярдів доларів за 50-річний розрахунковий термін його служби[джерело?].

### 2020-
В квітні 2021 року було повідомлено про успішне завершення річної програми випробувань систем захисту корабля та перевірки здатності екіпажу ефективно ними користуватись. Під час випробувань були виконані бойові стрільби із використанням зенітних керованих ракет RIM-116 RAM, RIM-162 ESSM а також зенітних артилерійських установок Mk-15 Phalanx CIWS.
В жовтні 2021 року ВМС США повідомили про плани поставити авіаносець на бойове чергування у 2022 році. При цьому, аби пришвидшити підготовку, частину деталей (індикатори, дисплеї, невеликі помпи, приводи управління тощо) було запозичено в авіаносця USS John F. Kennedy (CVN-79) який був на той час на етапі спорудження.
Наприкінці грудня 2021 року було перевірено та сертифіковано останній з 11 новітніх ліфтів (англ. Advanced Weapons Elevator, AWE) для підйому озброєнь. Ці ліфти належать до 23 новітніх розробок, створених для авіаносців цього типу.
На відміну від аналогічних пристроїв у авіаносцях попередніх типів, які мали гідравлічний привід, новітні ліфти приводяться в рух електромагнітними моторами.
Перший ліфт був введений в експлуатацію в січні 2019 року. Однак виявлені недоліки та вади конструкції призвели до того, що кожен з 11 ліфтів мав бути спроєктований окремо замість єдиної конструкції як це передбачалось на початку.
8 жовтня 2023 року, наступного дня після нападу Хамасу на Ізраїль, міністр оборони США Ллойд Остін у відповідь направив ударну групу авіаносця «Джеральд Р. Форд» у Східне Середземномор’я. Разом з авіаносцем до складу групи також входять крейсер Normandy та есмінці Ramage, Carney, Roosevelt і Thomas Hudner.

## Виноски
1. ↑  Розбивання пляшки шампанського об борт корабля є традиційним кроком церемонії спуску корабля на воду.